# بنیامین فرملن
بنیامین فرملن (انگلیسی: Benjamin Vermeulen؛ زادهٔ ۱۵ ژوئیهٔ ۱۹۵۷) دوچرخه‌سوار اهل بلژیک است.